# La Clotte
La Clotte – miejscowość i gmina we Francji, w regionie Nowa Akwitania, w departamencie Charente-Maritime.
Według danych na rok 1990 gminę zamieszkiwało 475 osób, a gęstość zaludnienia wynosiła 27 osób/km² (wśród 1467 gmin regionu Poitou-Charentes La Clotte plasuje się na 569. miejscu pod względem liczby ludności, natomiast pod względem powierzchni na miejscu 480.).